# 圖皮毛鼻鯰
圖皮毛鼻鯰，為輻鰭魚綱鯰形目毛鼻鯰科的其中一種，為熱帶魚類，分布於南美洲巴西Ribeira de Iguape河流域，棲息在底層水域，生活習性不明。

## 扩展阅读
維基物種上的相關：圖皮毛鼻鯰